# Zlatoličje
Zlatoličje je naselje v Občini Starše. V bližini je Hidroelektrarna Zlatoličje na Dravi.